# Favorinus elenalexiae
Favorinus elenalexiae is een slakkensoort uit de familie van de Facelinidae. De wetenschappelijke naam van de soort is voor het eerst geldig gepubliceerd in 2001 door Garcia F. & Troncoso.